# Svart marmor från Ashford

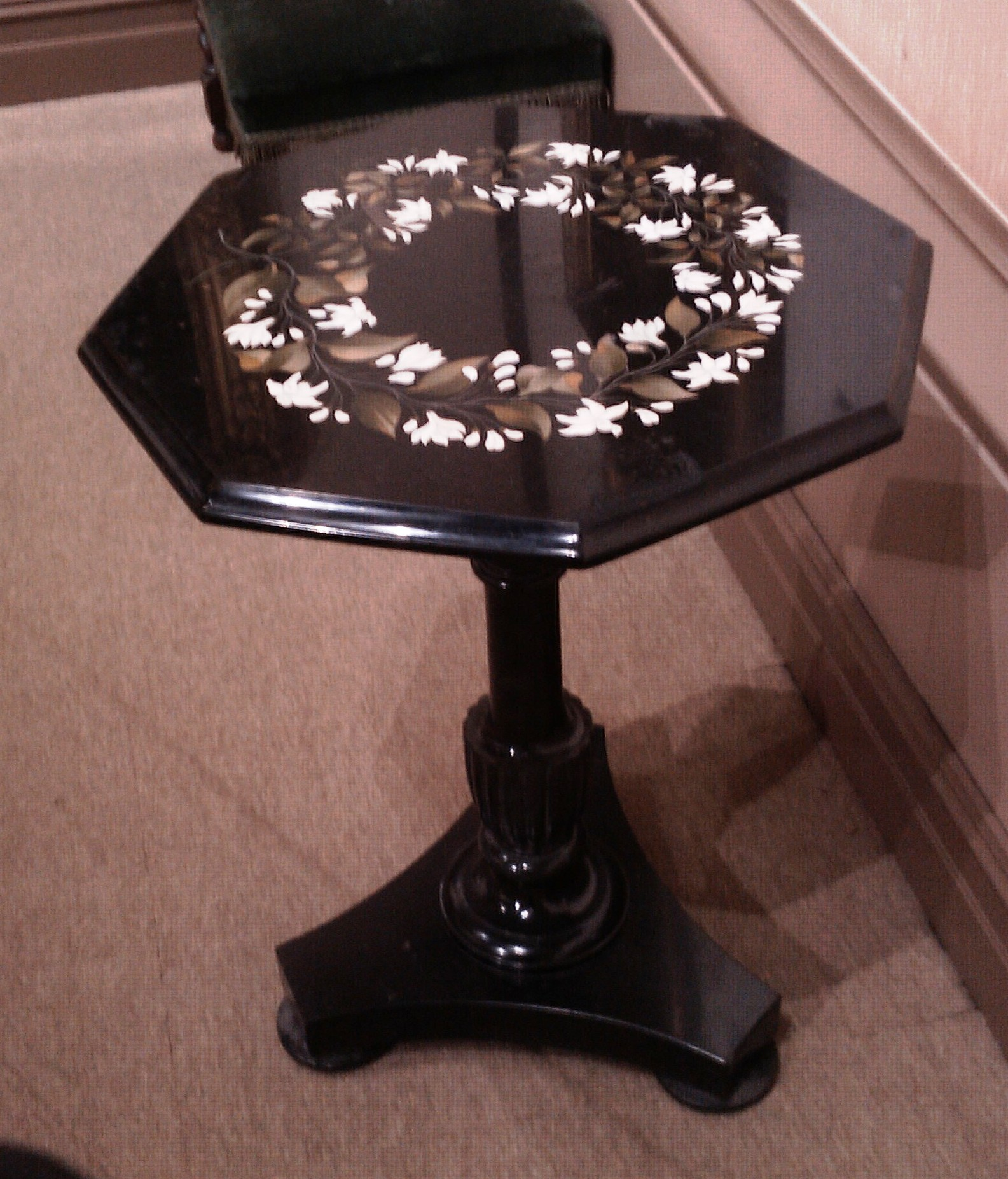
Ett marmorintarsiabord i Derby Museum and Art Gallery.

Svart marmor från Ashford är  mörkgrå kalksten (som blir svart när den poleras). Den bryts nära Ashford i Derbyshire. Svart marmor var populär på 1700- och 1800-talet, och den har använts i ett stort antal prydnadsföremål, som klockor, ljusstakar, snus- och cigarettboxar, kors, bläckhorn, obelisker och termometrar.
Henry Watson hade en viktiga roll i utvecklingen av den lokala industrin i reliefskärning av Ashfords svarta marmor under 1750-talet. Han var farbror till Derbyshiregeologen White Watson, och hade en verkstad nära Ashford, där han kunde utnyttja vattenkraften. Svart marmor användes som underlag för intarsia, en typ av inläggning där platta utsmyckningar gjorda av bitar av olikfärgade stenar är inlagda för att forma ornamentala mönster.  Bland vanliga motiv var små blommor som förgätmigej och liljekonvalj. För dessa färgade stenar  använde man grått, blått och lila mineraler lokalt från Monyash, rött, rosa och vitt med sten från Nettler Dale i Sheldon eller med baryt, lila med marmor från Castleton och gult med fältspat från Crich.
William Martin (1767-1810) var naturvetare, paleontolog och vän till White Watson. Han föreslog att vetenskapen ska använda fossil som bevis till stöd för studiet av naturhistorien. Martin publicerade sina första färgbilder och vetenskapliga studier av fossiler på engelska. Han nämnde att Watson och hans farbror hade hittat Orthocerasfossil i Ashfords svarta marmor och kallade dessa för krokodilsvansar.